# Euchalcia hyrcaniae
Euchalcia hyrcaniae är en fjärilsart som beskrevs av Claude Dufay 1963. Euchalcia hyrcaniae ingår i släktet Euchalcia och familjen nattflyn. Inga underarter finns listade i Catalogue of Life.